# Лоскатухино (бывшая Борковская волость)
Лоскатухино — деревня в Великолукском районе Псковской области России. Входит в состав сельского поселения «Борковская волость».
Расположена на юго-западе района, на правом берегу реки Балаздынь, в 51 км к юго-западу от центра города Великие Луки и в 8 км к северо-востоку от волостного центра деревни Борки.

## Население
Численность населения деревни по оценке на 2000 год составляла 9 человек, на 2010 год — 2 человека.